# حجیب
حجیب، روستایی از توابع بخش مرکزی شهرستان بوئین‌زهرا در استان قزوین ایران است. کاروانسرای هجیب در این روستا قرار دارد.

## جغرافیا
این روستا در ۳۰ کیلومتری جنوب شهر بوئین‌زهرا و ۹۰ کیلومتری جنوب شهر قزوین در محل اتصال دو استان قزوین و مرکزی قرار دارد.

## جمعیت
این روستا در دهستان زهرای پایین قرار دارد و براساس سرشماری مرکز آمار ایران در سال ۱۳۸۵، جمعیت آن ۲۰۸ نفر (۴۵خانوار) بوده است. روستای ححیب از روستاهای عشایرنشین استان قزوین است و مردم آن به زبان ترکی آذربایجانی و با گویش شاهسونی سخن می‌گویند. زنان و دختران این روستا عمدتاً به بافت گلیم و قالی‌های شاهسون می‌پردازند.